# Clifford Carlson
Henry Clifford Carlson, (nacido el 4 de julio de 1894 en Murray City, Ohio y fallecido el 1 de noviembre de 1964 en Ligonier, Pensilvania) fue un entrenador de baloncesto estadounidense que ejerció  en la Universidad de Pittsburgh durante 31 años. En la universidad jugó al fútbol americano, baloncesto y béisbol, jugando profesionalmente al primero durante un año.

## Trayectoria
- Cleveland Indians (1919-1920), Jugador de fútbol americano.
- Universidad de Pittsburgh (1922-1953).